# مارتن غالاغير
مارتن غالاغير (بالإنجليزية: Martin Gallagher)‏ هو سياسي نيوزلندي، ولد في 11 فبراير 1952. حزبياً، نشط في حزب العمال النيوزيلندي. وقد انتخب عضو مجلس النواب نيوزيلندا.